# Patricia Herlihy
Patricia (Pat) McGahey Herlihy (* 1. Juni 1930 in San Francisco; † 24. Oktober 2018) war eine US-amerikanische Historikerin, die sich schwerpunktmäßig mit der modernen Geschichte der Ukraine und Russlands befasste. Sie legte die erste Geschichte der Stadt Odessa überhaupt vor.

## Werdegang
Patricia McGahey Herlihy wurde 1930 in San Francisco geboren. Im Alter von sechs Monaten übersiedelte sie mit ihrer alleinerziehenden Mutter nach China und lernte dort Chinesisch, aber auch Deutsch und Englisch. 1935 erfolgte mit Blick auf die wachsenden Spannungen und die Kriegsgefahr durch Japan (Zweiter Japanisch-Chinesischer Krieg) die Rückkehr nach Kalifornien, wo sie verschiedene katholische Schulen besuchte. Mit 15 Jahren lernte sie ihren späteren Ehemann, David Herlihy, bei einem schulischen Debattenwettbewerb kennen, den sie gewann. 1952 schloss sie ihr Studium an der University of California Berkeley mit einem Bachelor in Geschichte ab und heiratete David Herliy, mit dem sie sechs Kinder (Maurice, Chris, David, Felix, Greg und Irene) hatte.
Ein erster Italienaufenthalt mit ihrem Mann erfolgte 1954, als er dort durch ein Fulbright-Stipendium die mittelalterliche Geschichte erforschen konnte. Da ihr Mann sich zunächst mit der Geschichte der Kiewer Rus beschäftigt hatte, lernte sie die Geschichte Russlands und der Ukraine kennen. Sie entschied sich parallel zu ihrer Arbeit in einer Fabrik Russisch zu lernen und Geschichte an der University of Pennsylvania zu studieren: Ihren Master erwarb sie 1960 und ihren PhD im Jahr 1963. Bei der Erziehung ihrer zu diesem Zeitpunkt vier Kinder wurde sie von ihrer Mutter Irene unterstützt.
In der Zeit zwischen den 1960er und 1980er Jahren unterrichtete sie gelegentlich an der jeweiligen Universität, wo ihr Mann beschäftigt war, da die Beschäftigung einer verheirateten Frau an diesen Universitäten – University of Wisconsin-Madison (1964–1972) und Harvard (1973–1986) – nicht vorgesehen war. Durch den Wechsel ihres Mannes an die Brown University eröffnete sich für beide ein Karriereweg in der Wissenschaft, unterbrochen durch den Tod ihres Mannes 1991. Während ihrer Professur an der Brown University forschte und unterrichtete sie bis zu ihrer Emeritierung 2005 zum zaristischen Russland, zur Sowjetunion und zur Stadtgeschichte. Sie untersuchte als eine der ersten das Thema Religion in der Slavistik.
1985 verbrachte sie einen sechsmonatigen Studienaufenthalt in Odessa, was in ihre Arbeit Odessa. A History 1794–1914 mündete, die 1987 veröffentlicht wurde. Es handelt sich dabei um die wichtigste ihrer insgesamt vier Monografien.
Eileen Kane umreißt die Bedeutung des Forschungsgegenstands wie folgt: „Unusually for a study of Russian imperial history, the center of her story is not St. Petersburg but rapidly industrializing western Europe, whose voracious appetite for wheat, she argued, drove Odessa’s astonishing growth in the nineteenth century from a little port into the Russian Empire’s most cosmopolitan, polyglot city. Highly relevant today, Odessa is also a study of how migrants made and unmade a world-class city: drawn in by sudden opportunities and the city’s first governors’ invitations to immigrate, they were later driven to emigrate by declining economic opportunities, narrowing definitions of citizenship, and growing intolerance for difference.“
Nach ihrer Pensionierung unterrichtete sie russische Geschichte als Louise Wyant Professor am Emmanuel College in Boston und wirkte auch am Harvards Davis Center for Russian and Eurasian Studies und am Ukrainian Research Institute. Zuletzt arbeitete sie an einer Monografie über den amerikanischen Diplomaten und Autor, Eugene Schuyler, die sie durch ihren Tod aber nicht abschließen konnte.

## Würdigung
Patricia Herlihy erhielt die Mellon Foundation Emeritus Fellowship.